# Waves festival
Waves festival er en festival for teater og kunst, der afholdes i Vordingborg hvert andet år. 
Festivalen har eksisteret siden 1987, og bliver arrengeret af egnsteatret Cantabile 2.
I løbet af festival bliver der opført teater og fremvist kunst på byens gader, pladser og parker.
I 2009 havde Waves 21.000 besøgende, hvilket var det højeste nogensinde. Det blev gentaget i 2011.